# Khmeli suneli
Il khmeli suneli (in georgiano ხმელი სუნელი?, letteralmente "spezia secca") è una miscela di spezie georgiana che, in genere, contiene semi di coriandolo macinati, semi di sedano, basilico essiccato, aneto, prezzemolo, fieno greco blu, santoreggia annua, alloro, menta e calendula. Non esiste un'unica ricetta per prepararlo.
Tra le preparazioni in cui viene impiegato il khmeli suneli vi sono il kharcho (una zuppa con carne e riso), le abkhazura (polpette speziate), kombostos ruleti nigvzit (cavoli con noci) e badridzani mtsvanilit (insalata di melanzane).